# Ciclo delle streghe Mayfair
Il Ciclo delle streghe Mayfair è una serie letteraria di tre romanzi horror scritti da Anne Rice. La trilogia è composta da L'ora delle streghe, Il demone incarnato e Taltos, il ritorno. Le vicende dei personaggi di questa serie, inoltre, si intrecciano con quelle narrate in altre opere della Rice; in particolare, i romanzi Merrick la strega (Merrick, 2000), Il vampiro di Blackwood (Blackwood Farm, 2007) e Blood (Blood Canticle, 2010) mettono in relazione le streghe della famiglia Mayfair con la serie delle Cronache dei vampiri.

## Storia della Famiglia Mayfair
L'origine della saga delle Streghe Mayfair ha inizio con Suzanne Mayfair, una semplice campagnola scozzese, antenata di Rowan Mayfair, la protagonista dei tre romanzi; Suzanne fu la prima Mayfair a “comandare” lo spirito Lasher dopo averlo incontrato nella valle di Donnelaith in Scozia. Lasher promise ricchezza e potere alla famiglia Mayfair in cambio del loro aiuto nel renderlo un essere fatto di carne. Lasher credeva che le streghe Mayfair avessero la capacità di portarlo nel nostro mondo e segretamente sperava di popolarlo e sottometterlo con la generazione dei suoi figli.

## Le tredici streghe della famiglia Mayfair
Secondo i propositi di Lasher la tredicesima generazione di streghe sarebbe stata quella in grado di produrre i suoi discendenti. Di seguito sono riportati i nomi delle tredici streghe in discendenza diretta (anche se in realtà non fu Katherine, l'ottava strega, ad ereditare i poteri, ma suo fratello Julien). Tra le altre streghe viene subito dopo citata Mona, che potrebbe essere considerata la quattordicesima strega, nata da un ramo laterale della famiglia, con i pieni poteri e la capacità di generare un Taltos (Mona è nata a causa dei maneggi di Julien nel fare accoppiare tra di loro i vari membri della famiglia Mayfair).

### 1) Suzanne Mayfair (?-1659)
La sua storia iniziò e finì tragicamente in Donnelaith, nel villaggio in cui era una guaritrice. In presenza di sua figlia Deborah, lei evocò lo spirito Lasher. Egli attaccò la sua essenza a Suzanne, servendola e seducendola. Suzanne è descritta dai suoi discendenti come una sempliciotta, o una donna non intelligente, e dissero che lei in realtà non aveva idea di ciò che stava facendo quando richiamò quello spirito che avrebbe assistito ma anche perseguitato la loro famiglia per secoli. È incolpata per la sfortuna che aleggia nel villaggio, che è indubbiamente causata da Lasher, e per questo bruciata sul rogo. Sua figlia si salvò da questo fato grazie al fatto di venire considerata dalla gente il “merry-begot”, cioè colei che concepita  nel May Day poteva di fatto essere l'erede illegittima di Earl di Donnelaith. Deborah venne portata via dal luogo da un olandese di nome Petyr van Abel, un membro dell'ordine del Talamasca che si dedicava allo studio del soprannaturale.

### 2) Deborah Mayfair (1652-1689)
Contessa di Montclève, Deborah aveva capelli corvini ed occhi azzurri. Fu concepita durante il festival di maggio e venne denominata con l'appellativo di “merry-begot”. Questo ed il fatto che potesse essere la figlia dello Earl di Donnelaith (sebbene l'origine di suo padre non fu mai chiaramente conosciuta) furono le ragioni per cui lei non venne bruciata insieme alla madre, Suzanne Mayfair, la prima strega Mayfair ad aver richiamato Lasher.  
Petyr van Abel, un membro del Talamasca che si trovava in Donnelaith proprio durante l'esecuzione di Suzanne, prese in custodia Deborah e la portò ad Amsterdam, con Lasher al seguito. Petyr voleva che lei rimanesse al Talamasca, ma Deborah non si trovava a suo agio presso l'ordine di studiosi e così se ne andò dalla casa-madre, sposandosi poco dopo con il famosissimo pittore Roelant. Durante quel tempo Lasher la rese ricca e le portò regali da tutto il mondo. Con la sua ricchezza comprò anche un bellissimo smeraldo, che da quel momento diventò lo smeraldo dei Mayfair, il simbolo stesso della fortuna della famiglia, portato da ciascuna delle tredici streghe e rimasto immortalato in un quadro con il ritratto di Deborah ed in seguito custodito dal Talamasca. Quando Roelant morì, Deborah scelse di risposarsi con il francese conte di Montècleve, ma prima di partire sedusse Petyr e proprio in quell'occasione concepì Charlotte. 
Mentre era a Montclève, Deborah diede alla luce Charlotte, ma anche i due figli del conte: Chrétien e Phillipe. Deborah divenne intanto la guaritrice degli abitanti del villaggio di Monteclève. Più tardi il conte divenne infedele e Lasher, credendo che Deborah desiderasse vendetta, gli causò un fatale incidente. Perciò, quando Deborah si mostrò incapace di salvarlo, la madre del conte l'accusò di stregoneria. La giovane venne quindi processata e ritenuta colpevole. In quello stesso periodo Petyr era in viaggio attraverso Monteclève travestito da prete cattolico studioso di stregoneria. La notte prima della sua morte, i due si incontrarono e parlarono. 
Negli ultimi istanti della sua vita, nello stesso momento in cui stava per essere legata al rogo, Deborah invocò Lasher: “Vieni ora mio Lasher, sii il mio vendicatore, colpisci i miei nemici! Ti vedo, Lasher, ti conosco, ti chiamo! Distruggi i miei figli, distruggi i miei accusatori! Distruggi coloro che vogliono vedermi morta!”. Lasher distrusse il villaggio ed uccise quasi tutti, ma non prima che i suoi persecutori la uccidessero. La tempesta uccise la madre del conte ed i due figli di Deborah, perché convinti della colpevolezza della madre. Lasher, ancora pieno di rabbia, tornò infine a Donellaith ed uccise anche l'Earl e tutta la sua famiglia appiccando un incendio.

### 3) Charlotte Mayfair (1667-1743)
Charlotte Fontenay, moglie di Antoine Fontenay, scappò su ordine di Deborah quando quest'ultima venne accusata di stregoneria e per questo motivo riuscì a sopravvivere. Charlotte, Antoine e loro figlio si stabilirono a Saint-Domingue, dove furono affidati alle cure del mercante Jean-Jacques Toussaint di Port-au-Prince, mentre la famiglia di Antoine comprò una piantagione e la nominò “Maye Faire”. 
Charlotte mandava avanti la piantagione, rispettata da tutti, compresi i suoi schiavi, che pensavano che fosse una strega e temevano e tenevano in considerazione i suoi poteri di guaritrice. Secondo i rapporti del Talamasca, Charlotte era descritta come una donna ricchissima, bellissima ed alla moda, con lunghi riccioli biondi ed incantevoli occhi azzurri. Al contrario suo marito era stato storpiato da una malattia ereditaria, che già aveva avuto anche suo padre e che gli aveva procurato un progressivo indolenzimento degli arti. 
Quando Petyr van Abel andò a trovare Charlotte (che in realtà era sua figlia) nella “Maye Faire”, lei lo imprigionò in una capanna situata nella zona della scogliera della sua proprietà. Charlotte intendeva tenerlo lì fin quando non fosse riuscita a rimanere incinta, in quanto voleva avere dei figli che non soffrissero della stessa malattia di suo marito, anche se sapeva che Petyr era suo padre. Dopo il concepimento, Charlotte lasciò Petyr libero di partire, anche se avrebbe voluto che restasse dato che lo amava quanto lui amava lei. Charlotte vietò a Lasher di fare alcun male a Petyr, ma quest'ordine venne ignorato. Quando il corpo di Petyr fu rinvenuto, lei andò a Port-au Prince ad identificarlo, dopodiché si chiuse nel suo dolore. Nove mesi dopo la morte di Petyr, Charlotte diede alla luce due gemelli, Jeanne-Louise e Peter. 
Charlotte quindi visse all'incirca fino ai 76 anni, morendo nel 1743. Nel complesso ebbe 5 figli (tre dal marito ed i due gemelli avuti da Petyr) e 17 nipoti. Fino alla sua morte indossò la collana con lo smeraldo delle Mayfair, che poi passò a Jeanne-Louise, come sua madre aveva fatto con lei. La notte in cui Charlotte morì, una tempesta furiosa circondò Maye Faire fino al mattino, quando uno dei figli di Jeanne-Louise venne trovato morto.

### 4) Jeanne-Louise Mayfair (1690-1771)
Jeanne Louise, sposò un dissoluto alcolizzato. Usò il nome Mayfair per tutti i suoi documenti ufficiali. Peter, il suo gemello, era in realtà il suo vero compagno di vita ed il padre del suo quinto figlio, la sua adorata Angelique nata nel 1725. 
Da parte di suo marito ebbe quattro figli, finché il marito venne confinato nella capanna sulla scogliera in cui anche Petyr van Abel (padre e nonno di JeanneLouise) era stato relegato. Non molto dopo il suo matrimonio, salottini e camere da letto comunicanti furono aggiunte alle sue stanze per Peter che non si era sposato. 
Jeanne-Louise era descritta come una donna dalla bellezza eccezionale, molto ammirata e ricercata e consolidò lo stesso potere sulla piantagione e le persone, come sua madre aveva fatto prima di lei. Jeanne-Louise morì nel 1771, solo poche ore dopo suo fratello.

### 5) Angelique Mayfair (1725-?)
Angelique sposò il bellissimo e ricco Vincent St Christophe nel 1755. Come sua madre prima di lei mantenne ufficialmente il nome Mayfair, anziché quello del marito e fu molto devota e affettuosa con sua nonna Charlotte, restando al suo fianco fino alla sua morte. 
Cinque anni dopo il matrimonio diede alla luce Marie Claudette, ed ebbe anche altre due figlie, che morirono presto, più tre maschi (due dei quali emigrarono in seguito in Francia ed Estonia) che seguirono Marie Claudette quando questa si trasferì in Louisiana per sfuggire alla violenta rivolta degli schiavi, che portò alla nascita della repubblica di Haiti. Angelique, anche se pensava di non essere attraente quanto Jeanne Louise o sua figlia Marie Claudette, era considerata comunque una bellezza, con la sua minuta fisionomia, i suoi piccoli occhi e dei capelli ricci e molto scuri. 
Suo marito, che era un'anima buona e gentile, sedeva sulle rive del lago nella proprietà creata per lui e scriveva canzoni che poi cantava per l'amata Angelique. Dopo la sua morte Angelique ebbe molti amanti, ma rifiutò di risposarsi. Maurice, il fratello che rimase con lei ebbe due figli: Louis-Pierre e Martin.

### 6) Marie Claudette Mayfair (1760-1831)
Marie Claudette nacque nel 1760 e sposò Henri Marie Landry. Pochi giorni prima della rivoluzione Haitiana, venne avvisata dai suoi schiavi che lei e la sua famiglia erano in pericolo, così Marie Claudiette insieme alla sua famiglia ed a cinquanta schiavi fedeli, si trasferì in Louisiana.
Marie Claudette era di una bellezza eccezionale con capelli scurissimi e occhi azzurri, estremamente alta e delicata. Lei ereditò il lascito Mayfair prima del 1789, cioè poco prima della rivoluzione francese. Quando si stabilirono in Louisiana, Marie Claudette accrebbe e ridefinì il potere dei Mayfiar e trasferì gran parte dei suoi titoli e beni immobili dalle banche in Olanda e di Roma, in banche a Londra ed a New York. Ebbe tre figli: Claire Marie, Pierre e Marguerite. Claire Marie, essendo la primogenita, fu la beneficiaria dell'eredità finché non le fu preferita Marguerite. 
Il trasferimento in Louisiana mise i Mayfair a contatto con molte più persone in vista e diede maggiore visibilità alla famiglia, rispetto all'isolamento di Santo Domingo. La maggiore attenzione di altre famiglie portò con sé anche pettegolezzi, che poggiavano le basi anche sulle voci che giravano tra gli schiavi della famiglia Mayfair: si diceva che Marie Caludette era una strega, con al suo servizio un demone che lei poteva inviare contro chiunque le si opponesse. La famiglia, pur mantenendo piantagioni nell'entroterra della Louisiana, alla fine si trasferì nella città di New Orleans, in una grande casa in Rue Dumaine e immediatamente acquistò un'enorme piantagione a Riverbend nel sud della città, dove costruirono una villa più grande e più lussuosa di quella a “Maye Faire”. Questa piantagione venne chiamata “La Victoire at Riverbend” e successivamente solo Riverbend. Nel 1896 la casa venne spazzata via dalla piena del fiume Mississippi.  
Nel 1799 Marie Claudette diede alla luce la sua ultima figlia Marguerite, che visse all'ombra della madre fino alla sua morte nel 1831. Per quanto riguarda gli altri figli, Claire Marie venne fatta letteralmente interdire perché pazza. In tarda età Marie Claudette arrivò persino a dormire con Claire Marie per tenerla sotto controllo. Alla primogenita non fu concesso di sposarsi, come al fratello Pierre, per impedire che fossero generati figli al di fuori della linea diretta. Pierre però, che era medico e si occupava anche degli schiavi, frequentava abitualmente schiave, dalle quali ebbe un figlio ed una figlia, dando quindi inizio ai rami collaterali e mulatti della famiglia. 
Henri Landry, come da tradizione per i mariti delle Mayfair, lasciò che sua moglie si occupasse di tutto e trascorse la sua vita leggendo libri di botanica e collezionando fiori rari. Henri progettò e coltivò un enorme giardino a Riverbend. Morì nel suo letto nel 1824 dopo aver ricevuto i sacramenti.

### 7) Marguerite Mayfair (1799-1891)
In famiglia tutti adoravano Marguerite. Era una bimba delicata, con capelli ed occhi scuri. Era tanto bella che le sue governanti la chiamavano “la piccola zingara”. Era fiera ed anche violenta e possedeva un gran senso dell'umorismo. 
Sposò Tyronne Clifford McNamara quando aveva appena vent'anni, contro il volere di sua madre Marie Claudette. Tyrone era un affascinante cantante d'opera che durante le sue tournée visitò tutti gli Stati Uniti. Da lui Marguerite ebbe due figli: Remy e Julien. Nel 1829 l'uomo venne trovato morto insieme ad una donna irlandese (probabilmente una delle sue molte amanti) in seguito ad un incendio nel quartiere francese. Si vociferò che fosse stata Marguerite  a spedire il suo demone ad occuparsi dei due, dal momento che lei sapeva più cose sul Voodoo di chiunque altro in tutta la Louisiana.  
Intorno alla morte di Tyronne Marguerite diventò il fantasma della bambina amata da tutti: scarna, spaventosa, spettinata il tutto contornato da occhi malevoli e una sconcertante risata. A Riverbend aveva uno studio pieno zeppo di oggetti disgustosi come teschi umani e di animali, bestiole della palude torturati e seviziati. Si diceva inoltre che parte della sua macabra collezione fosse composta da corpi umani smembrati e conservati in bottiglie. Durante questo periodo ci furono molti avvistamenti di Lasher in compagnia di Marguerite: si pensò che egli fosse il suo amante o compagno. Le persone cercavano di capire chi fosse e come fosse arrivato lì. Questa fu la prima volta da cento anni, che si parlò di Lasher. 
Dopo la morte di Tyronne, Marguerite si risposò con Arlington Kerr che sparì sei mesi dopo in circostanze misteriose e ciò diede origine ad altri pettegolezzi su Marguerite stessa. Prima che Arlington sparisse, Marguerite concepì Katherine, che nacque nel 1830. Marguerite trascorse il resto della sua vita rinchiusa nel suo antro circondata dalla sua collezione, conversando ad alta voce con la sua immagine riflessa o con le sue piante, fino alla sua morte a 92 anni.

### 8) Katherine Mayfair (1830-1905) e Julien Mayfair (1828-1914)
La vera ottava strega fu il fratello di Katherine: Julien Mayfair (1828-1914), Katherine infatti è generalmente considerata come una delle streghe Mayfair più deboli. Diversamente da molte altre streghe prima di lei, Katherine vuole distaccarsi dalla famiglia. Si sposa con un outsider di nome Darcy, facendo impazzire suo fratello Julien di gelosia. Il matrimonio di Katherine è descritto come fantastico all'inizio. Lei e Darcy danno frequenti party nella casa di First Street e riescono a crescere due figli sani ed in salute. Katherine è soddisfatta per qualche anno e pensa veramente di aver trovato la felicità con l'uomo che ama; ma una serie di aborti e figli nati morti la turbano e lei comincia a chiedersi se questo non sia una sorta di punizione divina per aver rifiutato la sua famiglia. Darcy le dà conforto e continua ad avere fiducia nel fatto che il suo amore per lei valga la pena di sacrificare il rapporto con la famiglia. Sfortunatamente, Darcy muore di febbre gialla e una sconvolta Katherine si rivolge alla sua famiglia per avere conforto. Prega Julien di tornare da lei e perdonarla, e lui lo fa immediatamente, non avendo mai messo da parte la gelosia. Qualche tempo dopo il funerale di Darcy, Julien entra nella camera di Katherine e la stupra ripetutamente, anche se lei lo implora di fermarsi, secondo le sue stesse parole. Ciò che lo rende furioso è il fatto che Darcy abbia ancora così tanto potere su di lei, anche da morto, e sembra voler fare 'del suo meglio' per farle dimenticare il marito defunto. Dopo questi incontri Katherine rimane incinta di Mary Beth, la successiva strega Mayfair. Dopo lo stupro, Katherine diventa mentalmente instabile e non torna più ad essere la stessa: si auto convince che Mary Beth è la figlia di Darcy, e si chiude nella sua intensificata fede cattolica. Un tempo così vicini, ora Julien e Katherine non sopportano nemmeno di stare nella stessa stanza insieme. Viene descritta come molto bella dopo la nascita di Mary Beth, anche se, come Julien, i suoi capelli sono divenuti prematuramente bianchi. Da vecchia, diventa una fanatica religiosa.
Katherine ed Antha restano le uniche due streghe Mayfair che riescono a scappare ed a vivere lontano dalla famiglia per un lungo periodo di tempo (mentre Rowan era lontana dalla famiglia non per sua scelta).
Julien intanto si è a sua volta sposato e genera moltissimi figli, sia legittimi che illegittimi, dei quali comunque si occupa coscienziosamente, dando così origine a numerosi altri rami dei Mayfair. Julien, al contrario di Katherine, è in grado di vedere Lasher e ha inoltre tutti i poteri da strega, che invece sua sorella non mostra. Egli studia in profondità la storia della sua famiglia, impara i trucchi per distrarre Lasher ed intanto cerca di capire quali siano gli scopi reconditi dello spirito e ciò che egli vuole dai Mayfair. Perciò mette in moto diverse sottili strategie affinché la famiglia possa riuscire a contrastare i suoi fini nefasti. Un'ulteriore prova che fosse Julien la vera ottava strega, si ha al momento della sua morte, quando Lasher, accecato dal suo morboso dolore, scatena la solita terribile tempesta sulla casa di famiglia, cosa che non aveva fatto con la morte di Katherine.

### 9) Mary Beth Mayfair (1872-1925)
Mary Beth è stata probabilmente la più potente di tutte le streghe Mayfair, forse alla pari con Julien e Rowan; è grazie a lei che, partendo dalle già cospicue fortune di famiglia, viene creato il grande impero economico dei Mayfair, sfruttando le sue doti ed il suo intuito finanziario. Mary Beth ne diventa capo in tutti i sensi, è lei a distribuire denaro a qualunque membro della famiglia ne faccia richiesta, inclusi lontani parenti che ne hanno bisogno, che vogliono espandere i loro affari o per qualsiasi altra ragione. Inoltre sono lei e Julien che decidono di fare delle ricerche sulla famiglia Mayfair, andandone a ritrovare le origini fino in Scozia e comunque in Europa, per riuscire a capire qualcosa di più anche su Lasher. Durante questo viaggio in Europa, la coppia concepisce Belle Mayfair, la quale sfortunatamente dà segni di difficoltà di apprendimento e di malattia mentale; sintomi causati molto probabilmente dall'incesto ripetuto nella famiglia: Mary Beth quindi sa bene che la figlia non può essere la prossima ereditiera dello Smeraldo Mayfair. Alla fine Julien presenta a Mary Beth un suo amico/amante, del quale lei si innamora ed alla fine si sposa. Da questa unione nascono due bambini, prima una figlia, Carlotta, e poi un maschio, Lionel. Dopo qualche tempo nasce Stella, la designata dell'Eredità Mayfair. Il Talamasca ha dibattuto a lungo su chi fosse il vero padre di Stella; il candidato più probabile è Cortland, il figlio maggiore di Julien, quindi primo cugino di Mary Beth.

### 10) Stella Mayfair (1901-1929)
Stella contrassegna l'inizio della distruzione della vita delle moderne streghe da parte di Lasher. Stella infatti era incapace di controllarlo, subiva ogni suo capriccio ed a differenza di Mary Beth, sembrava indifferente ai problemi causati dalla sua eredità, come anche alla gestione dell'Impero Mayfair.
Stella era il contrario di sua madre in molte cose, anche se loro due comunque si adoravano: Mary Beth disse che Stella era come lei avrebbe voluto essere, se avesse potuto ricominciare da capo la sua vita. Stella faceva parte della gioventù dei 'Roaring Twenties', la sua vita era un'unica, lunga festa e, mentre risulta generalmente amata da tutti quelli che la conoscono, sua sorella Carlotta la detesta con tutto il cuore. (Carlotta provava risentimento, in quanto sua madre Mary Beth dimostrava di amare molto più Stella che lei.) Stella resta quindi incinta a 19 anni; ne nascerà la sua unica figlia, Antha. Non è ben chiaro chi sia il padre di Antha, ma è probabile che sia di nuovo Cortland. Una notte del 1929, durante una festa il fratello Lionel le spara, accecato dalla gelosia dopo una furiosa lite. Tra l'altro le spara proprio davanti alla figlia, che ne rimane sconvolta. Subito dopo, si scatena una forte tempesta.

### 11) Antha Mayfair (1921-1941)
Di tutte le vite delle Streghe Mayfair, quella di Antha è quasi sicuramente la più tragica (l'altra è quella di Deirdre). Antha perde sua madre Stella a soli otto anni, ed è testimone in prima persona del momento in cui suo zio Lionel le spara. Non è mai sicura di chi sia suo padre. A scuola spaventa le suore, lo staff e gli altri bambini a causa della presenza di Lasher, e quindi cambia spesso istituto. Vive con la famiglia di Stella, e regolarmente sua zia Carlotta fa la prepotente con lei. Presto Antha non riesce più a sopportare la vita in casa Mayfair e così a soli 17 anni scappa, incontrando un giovane artista. I due si sposano e si godono una vita felice fino a quando, in rapida successione, Antha scopre di essere rimasta incinta e suo marito muore in un misterioso incidente d'auto, molto probabilmente causato da Lasher. 
Antha quindi ritorna dalla sua famiglia per partorire e dà alla luce Deirdre. Dopo il suo ritorno, scopre anche di essere la designata ad ereditare il patrimonio Mayfair, mentre fino a quel momento era stata indotta a credere che fosse la zia Carlotta quella designata a gestirlo. Dopo la scoperta di avere la libertà economica per vivere a proprio modo, decide di prendere il controllo della sua vita, incluso nominare sua figlia come futura erede. Per metà furiosa e per metà spaventata da ciò che Antha poteva fare, anche sotto influenza di Lasher, Carlotta impazzisce e le salta addosso, graffiandola agli occhi. Le due combattono, Carlotta riesce a strapparle un occhio, e mentre Antha scappa ed urla, cade da una finestra del terzo piano (o forse viene spinta), precipitando mortalmente al suolo. Immediatamente Lasher scatena una tempesta.

### 12) Deirdre Mayfair (1941-1989)
Deirdre assomigliava all'antenata Deborah Mayfair con i capelli scuri in contrasto con gli occhi chiari, ma anche per la sua prematura adolescenza. Come Antha, Deirdre passa un'infanzia solitaria. Oltre ad avere simili problemi a casa e a scuola a causa di Lasher, non ha né una madre né un padre ai quali rivolgersi per avere un po' di conforto. Cerca aiuto dai preti della scuola, senza risultati; la consapevolezza che nessuno può aiutarla le causa un grande dolore. Vive sotto l'influenza della zia Carlotta, che la convince che lei è l'ultimo anello di una catena di malvagità, perciò Deirdre cerca di scappare e di suicidarsi già a 13 anni. 
Alla fine, è ammessa ad un college in Texas. È lì che incontra Aaron Lightner, membro dell'ordine Talamasca, che ricostruisce le vicende dell'intera famiglia. Quando Deirdre resta incinta, si pensa che il padre sia un professore del College, ma più tardi apprenderemo che invece il padre è per l'ennesima volta Cortland, zio e nonno di Deirdre. Carlotta vorrebbe farla abortire, ma Deirdre prega Cortland di convincere Carlotta a farle tenere ed allevare il suo bambino. Gli sforzi di Cortland sono fortemente contrastati, ed è così che la piccola Rowan viene data in affidamento a due lontani parenti, che l'adottano legalmente con la clausola di non farla più tornare da sua madre. Per il resto della sua vita, Deirdre viene strettamente controllata da Carlotta, che le inietta giornalmente una grossa dose di sedativi, inoltre la fa sottoporre a continui elettroshock, sempre nel tentativo, secondo lei, di far sì che Lasher non avesse influenza su di lei. 
Deirdre passa le sue giornate seduta in una sedia a dondolo, nella sempre più fatiscente villa di First Street, una volta splendida e piena di vita, guardando la strada e la gente che passa. Svariati passanti ed anche le governanti videro più volte un uomo alto tenerle compagnia a fianco della sua sedia a dondolo e tra questi anche il piccolo Michael Curry che riesce ad osservarla con a fianco Lasher.

### 13) Rowan Mayfair (1959-)
Rowan è la più potente delle streghe Mayfair, ed anche la tredicesima della serie, colei su cui Lasher ha puntato i suoi progetti sin dall'inizio. Il nome le fu dato dalla zia Carlotta, che la diede in adozione, con la speranza (vana) che fosse anche questo un modo per tenerla lontana dalla stregoneria (in inglese la parola rowan indica la pianta del Sorbo rosso, tradizionalmente usata nel passato per tenere lontane le streghe).
Rowan viene tenuta all'oscuro delle sue origini, cresce a San Francisco con una lontana parente, Ellie Mayfair e suo marito, e diventa una brillante neurochirurga. Ma nella sua infanzia ci sono episodi inspiegabili anche per lei, percependo di avere il potere di fare del male alle persone malvagie grazie al pensiero, scatenando in questo modo due episodi che la segnano molto. E questa abilità le torna ancora utile nel momento in cui il suo patrigno, due mesi prima della morte della sua matrigna a causa di un cancro, progetta di rubare i soldi della moglie e scappare con l'amante. Rowan gli provoca un infarto con i poteri di cui ignora le origini. Però è anche grazie a questo dono che diventa un grande chirurgo. È così infatti che salva Michael Curry dall'annegamento, l'uomo destinato a diventare suo marito, anche se entrambi ignorano di avere una parentela genetica molto particolare.
Le vicende di Rowan sono al centro dei tre romanzi della saga delle Streghe Mayfair, ma Rowan Mayfair ricompare anche in due libri delle Cronache dei vampiri.

## Altre Streghe Mayfair

### Mona Mayfair (1983-2004)
Mona è una giovane cugina di Rowan, appartenente ad un ramo collaterale e più povero della grande famiglia Mayfair. Il suo patrimonio genetico la rende una strega altrettanto potente di Rowan e quindi adatta a generare un Taltos. Visto che Rowan non è più in grado di generare altri figli, dopo il parto dei due Taltos Lasher e poi Emaleth, Mona viene scelta quale l'erede designata del Legato Mayfair e posta sotto la tutela di Rowan stessa. In seguito però Mona seduce Michael Curry, suo cugino e marito di Rowan, restando perciò incinta di Morrigan, un altro Taltos. Il parto lascia il corpo di Mona completamente esaurito e la giovane strega si ammala sempre più gravemente, fino a capire di essere giunta agli ultimi giorni. Mona perciò fugge dall'ospedale e si rifugia a Blackwood, dal suo amatissimo Quinn, il quale però nel frattempo è stato trasformato in vampiro da Petronia ed è diventato amico di Lestat de Lioncourt. Lestat, per amore di Quinn, trasforma quindi Mona in vampiro. I tre quindi vanno a cercare i Taltos sopravvissuti e salvano gli ultimi tre, portandoli al centro ricerche dei Mayfair.

### Merrick Mayfair
Merrick è una giovane strega appartenente ad un altro ramo collaterale della grande famiglia Mayfair ed è stata anche un membro dell'Ordine del Talamasca, la cui vicende vengono narrate soprattutto nel libro Merrick la strega. Merrick torna in contatto con David Talbot, suo vecchio generale superiore dell'organizzazione, ora in un nuovo corpo vampiresco (dopo lo scambio dei corpi avvenuto ne Il ladro di corpi).
Attraverso un complicato intreccio di spiriti e apparizioni e dopo aver conosciuto Louis de Pointe du Lac, altro vampiro, Merrick finirà per diventare anche lei vampiro. Ma se ne stanca abbastanza presto, perciò nel libro Il vampiro di Blackwood Merrick prima aiuta Lestat de Lioncourt e Tarquin Blackwood a sbarazzarsi di Goblin, uno spirito malvagio, ma poi si getta nel rogo approntato per esso, ormai già stanca della sua vita da vampiro.

## Altri personaggi della saga

### Lasher
Il lettore presto scopre che nella sua forma incarnata Lasher appartiene ai Taltos una razza ormai quasi del tutto estinta di super-uomini che un tempo abitavano le Highlands della Scozia. Quando occuparono il paese, i Romani cercarono di accoppiarsi con loro, credendo di poter ottenere una potenza militare se avessero generato figli tanto potenti che avrebbero accresciuto la loro virilità entro poche ore. Ma quando l'accoppiamento con i Taltos fallì, i Romani decisero di sterminarli. Più tardi, quando il Cristianesimo arrivò in Scozia, Ashlar, leader dei Taltos, si convertì alla nuova religione. Ma non tutti i Taltos di Donnelaith abbracciarono la nuova religione e la maggior parte di loro venne trucidata. Una delle più nobili e decise oppositrici della nuova religione, alla quale Ashlar si era in precedenza unito per generare dei figli, venne bruciata sul rogo senza che lui fosse in grado di salvarla. Mentre bruciava sulla pira, Janet lanciò contro Ashlar una maledizione che lo accompagnò per secoli nel suo rimorso fino all'inaspettato epilogo.

### Ashlar
Ashlar è uno degli ultimi Taltos rimasti in vita. Un tempo fatto addirittura santo dopo essersi convertito al cristianesimo, in tempi moderni è diventato il magnate di una grossa società di giocattoli. È alla ricerca di altri suoi simili e collabora con Rowan Mayfair e suo marito a dare la caccia agli assassini di Aaron Lightner. È amico di Samuel, un nano appartenente al Piccolo Popolo.

### Michael Curry
Michael è il marito della tredicesima strega, Rowan Mayfair. Egli è a sua insaputa un altro discendente dei Mayfair, attraverso alcuni dei molti figli nati illegittimi; Michael ha un patrimonio genetico che gli garantisce alcuni dei poteri delle streghe e soprattutto la possibilità di generare i figli di Lasher.